# Synchiropus bartelsi
Synchiropus bartelsi és una espècie de peix de la família dels cal·lionímids i de l'ordre dels perciformes.

## Morfologia
- Els mascles poden assolir 4,5 cm de longitud total.[4][5]

## Hàbitat
És un peix marí, de clima tropical i demersal que viu entre 0-30 m de fondària.

## Distribució geogràfica
Es troba des de les Filipines fins al sud d'Indonèsia.

## Observacions
És inofensiu per als humans.